# Asteromyia modesta
Asteromyia modesta är en tvåvingeart som först beskrevs av Ephraim Porter Felt 1907.  Asteromyia modesta ingår i släktet Asteromyia och familjen gallmyggor. Inga underarter finns listade i Catalogue of Life.